# Zollverwaltung (Österreich)
Die Zollverwaltung ist Bestandteil der österreichischen Finanzverwaltung und zuständig für Aufgaben im Rahmen des Zollwesens.

## Aufbau
Bis zum 31. Dezember 2020 bestand die Zollverwaltung aus neun Zollämtern welche einem Regionalmanagement unterstanden, von denen es insgesamt fünf gab. Die Regionalmanagements wiederum unterstanden dem Bundesministerium für Finanzen. Per 1. Jänner 2021 wurden die neun Zollämter zum Zollamt Österreich zusammengelegt. Das Zollamt Österreich ist eine nachgeordnete Dienststelle des Bundesministeriums für Finanzen.

## Aufgaben
Die Aufgabenbereiche der Zollverwaltungsbehörden lassen sich auf wesentliche Punkte beschränken. Diese sind die Erhebung der Zölle und anderer Steuern wie zum Beispiel der Mineralölsteuer, Tabaksteuer und anderen Verbrauchssteuern um die Wirtschaft vor unlauteren und rechtswidrigen Geschäften und fördert legale wirtschaftliche Tätigkeiten zu schützen. Allerdings auch die Überwachung des internationalen Warenverkehrs um die Sicherheit des Staates sowie der Staatsbürger zu wahren.
Der Zoll leistet damit einen maßgeblichen Beitrag zur Attraktivität des Wirtschaftsstandortes der Republik Österreich:
- Im Kundenteam wird der internationale Warenverkehr im Innen- und Außendienst überwacht.

- In der Abgabesicherung wird die Erhebung von Abgaben und Einhebung sowie Einbringung von Abgabeschuldigkeiten verbucht. Bei Zahlungsausfällen können Vollstreckungsmaßnahmen im Außendienst durchgeführt werden.

- In der Betriebsprüfung/Zoll werden Außenprüfungen von Unternehmen vorgenommen.

- Die Beschäftigten der Zollfahndung sind „Ermittler des Zolls in Betrugsfällen“. Zu ihren Kernaufgaben gehören, Zuwiderhandlungen gegen Zoll- und Verbrauchsteuervorschriften, sowie Verstöße gegen Handelsembargos und Bestimmungen des Artenschutzes aufzudecken und zu verfolgen. Häufig erfolgt dies im Auftrag der Staatsanwaltschaft. Dabei stehen Hausdurchsuchungen, Beschlagnahmen, Einvernahmen und Berichte verfassen an der Tagesordnung der Zollfahndung. Für den Bereich der Observation, der Datenforensik und zur Bekämpfung der Internetkriminalität stehen spezialisierte Teams zur Verfügung. Diese sind überwiegend im Außendienst tätig und bewaffnet.

- Die Beschäftigten für Organisation und Personal schaffen die Rahmenbedingungen, dass der Dienstbetrieb im Zollamt gut funktioniert und sind für die Infrastruktur, die Beschaffung von Arbeitsmitteln, Dienstkraftfahrzeugen und für die IT-Betreuung vor Ort verantwortlich.

- Das Amt für den nationalen Emissionszertifikatehandel (AnEH) ist eine eigene Dienststelle im Zollamt Österreich. Die Aufgaben gliedern sich unter anderem in die Zuständigkeit der Sicherstellung für das Verfahren rund um den nationalen Emissionszertifikatehandel. Ziel ist es, dem Klimawandel Einhalt zu gebieten und den Umstieg auf klimafreundlichere  und nachhaltige Energieträger zu fördern.

## Belege
1. ↑  Zollämter in Österreich. Bundesministerium für Finanzen, abgerufen am 18. August 2013.
2. ↑  Steuer- und Zollkoordination (SZK). Bundesministerium für Finanzen, abgerufen am 18. August 2013.
3. ↑  Finanz- und Zollämter. Bundesministerium für Finanzen, abgerufen am 18. August 2013.
4. ↑  Zollamt Österreich. Abgerufen am 4. Januar 2021.